# 중국의 신석기 시대 그림 문자
20세기 후반부터 신석기 시대로 거슬러 올라가는 표식이 있는 유물이 중국의 여러 고고학 유적지, 주로 황하 계곡에서 발굴되었다. 이러한 기호는 통칭하여 도문(陶文, 도자기 문자)이라고 하며, 기원전 1200년경에 처음 확인된 가장 오래된 한자 형태인 갑골문자와 비교되었으며, 일부에서는 이를 중국 문자가 6천 년 이상 어떤 형태로든 존재해 왔다는 증거로 인용했다. 그러나 신석기 기호는 소수만 발견되었으며, 구어를 나타내는 진정한 문자 체계를 얻는 데 필요한 그림 기법을 넘어서지 않는 것으로 보인다.
중국 신석기 시대에 도자기 대신 뼈에 새긴 골각 문자가 있었다고 한다. 골각 문자는 갑골 문자보다 시대상 천년이 앞선다.

### 가호(Jiahu)

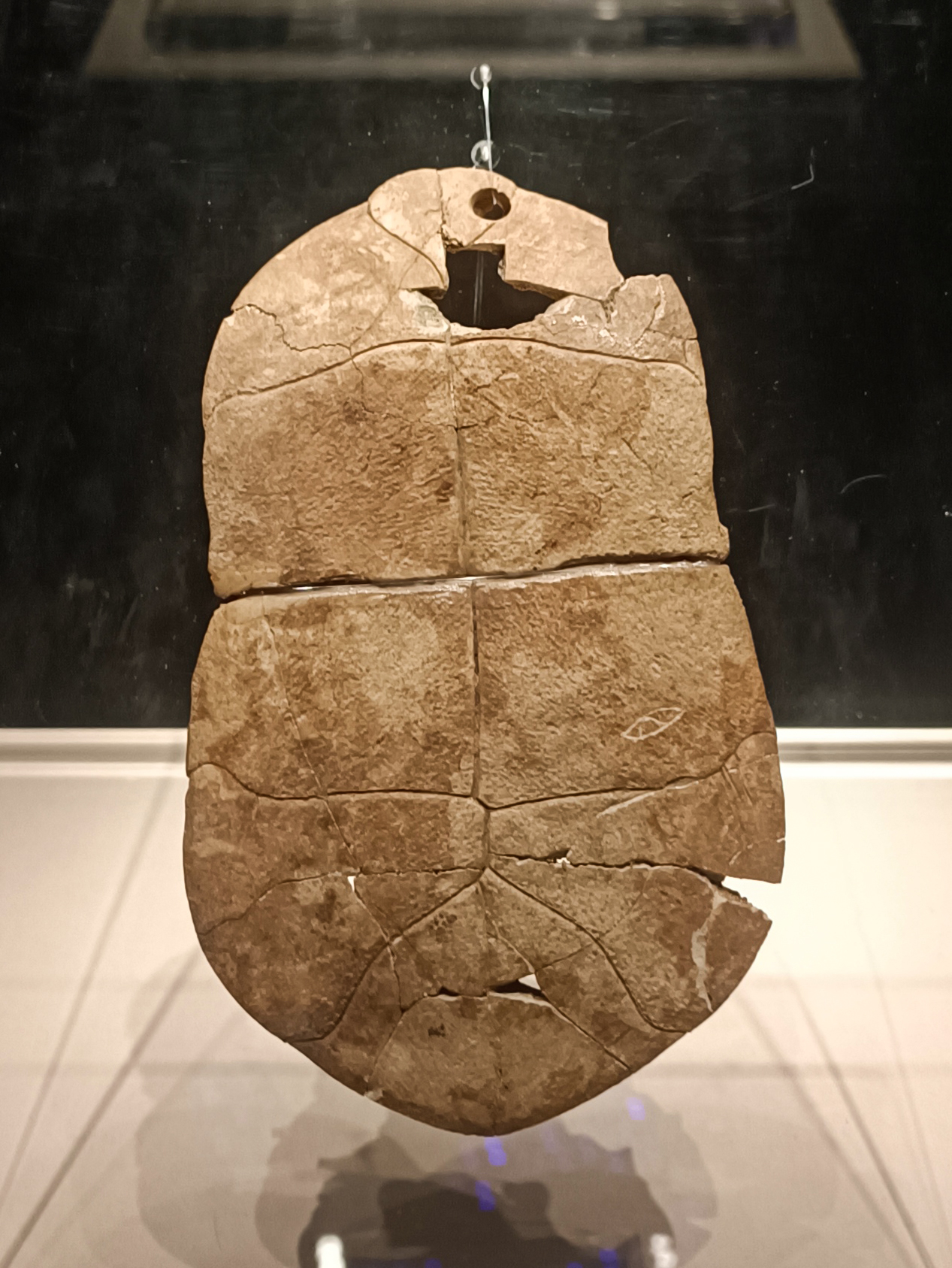
눈 모양의 상징이 새겨진 가호(Jiahu)의 거북이 흉갑

## 초기 신석기 시대

### 라오관타이
라오관타이 문화

## 중기 신석기 시대

### 반파와 장자이(Jiangzhai)

반파 도자기 상징

장자이(Jiangzhai) 도자기 상징

반파 유적

## 후기 신석기 시대

### 다원커우
다원커우 문화

### 룽산 문화

중국 산둥성 정궁(Dinggong)에서 발견된 도자기 파편에서 발견된 11개의 문자, 룽산 문화

룽산 문화

### 량주의 상징으로 추정되는 것
량주 문화

## 같이 보기
- 갑골문
- 중국의 신석기 문화 목록